# Abdij Ebrach

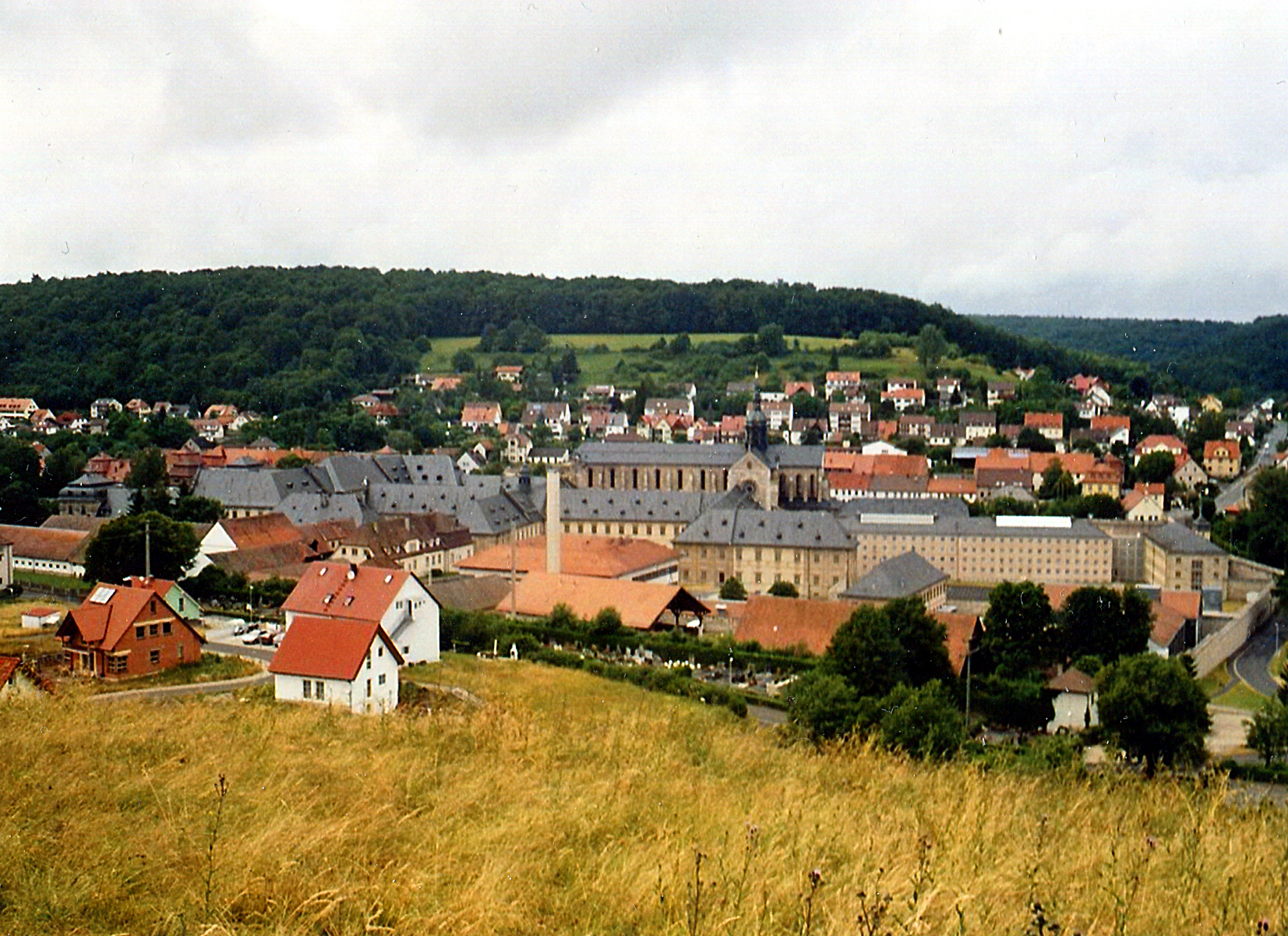
Abdij Ebrach

De abdij Ebrach was een cisterciënzer abdij in Beieren.
De edele broers Berno en Riwin verwierven in 1127 in een afgelegen bosdal goederen die geschikt waren om te ontginnen. Nog in hetzelfde jaar vestigden zich er cisterciënzermonniken uit Morimond om er een klooster te stichten. De orde werd hierin gesteund door keizer Koenraad III. De abdij was daardoor sterk verbonden met de Hohenstaufen. Vanuit Ebrach werden zes conventen gesticht. In 1134 sprak bisschop Embrich van Würzburg de wens uit dat zijn opvolgers de abdij in bescherming zouden nemen. In 1142 verleende de paus de abdij vrijdom van de tienden. In 1137 ontving de abdij de bevestiging dat er geen voogdij over het bezit was. Toen tussen 1339 en 1440 het prinsbisdom Würzburg in verval raakte, wendde de abdij zich tot de keizer om bescherming en bevestiging van de speciale positie binnen het Heilige Roomse Rijk. Van 1480 tot 1521 werd er op Rijksdagen onderhandeld over het verkrijgen van de rijksvrije status, maar de abdij bleef deel uitmaken van het prinsbisdom Würzburg. Verder was er nog een proces voor het Rijkskamergerecht over deze kwestie. In 1557 en 1561 kwam het tot een vergelijk, waarbij de abdij onder Würzburg bleef. Onder de laatste abt, Eugen Montag (1791-1803) werd de laatste juridische strijd geleverd.
In paragraaf 2 van de Reichsdeputationshauptschluss van 25 februari 1803 werd de abdij vermeld in een lijst van rijksabdijen die werden toegewezen aan het keurvorstendom Beieren.

## Fotogalerij

Abdij Ebrach - Kloster Ebrach
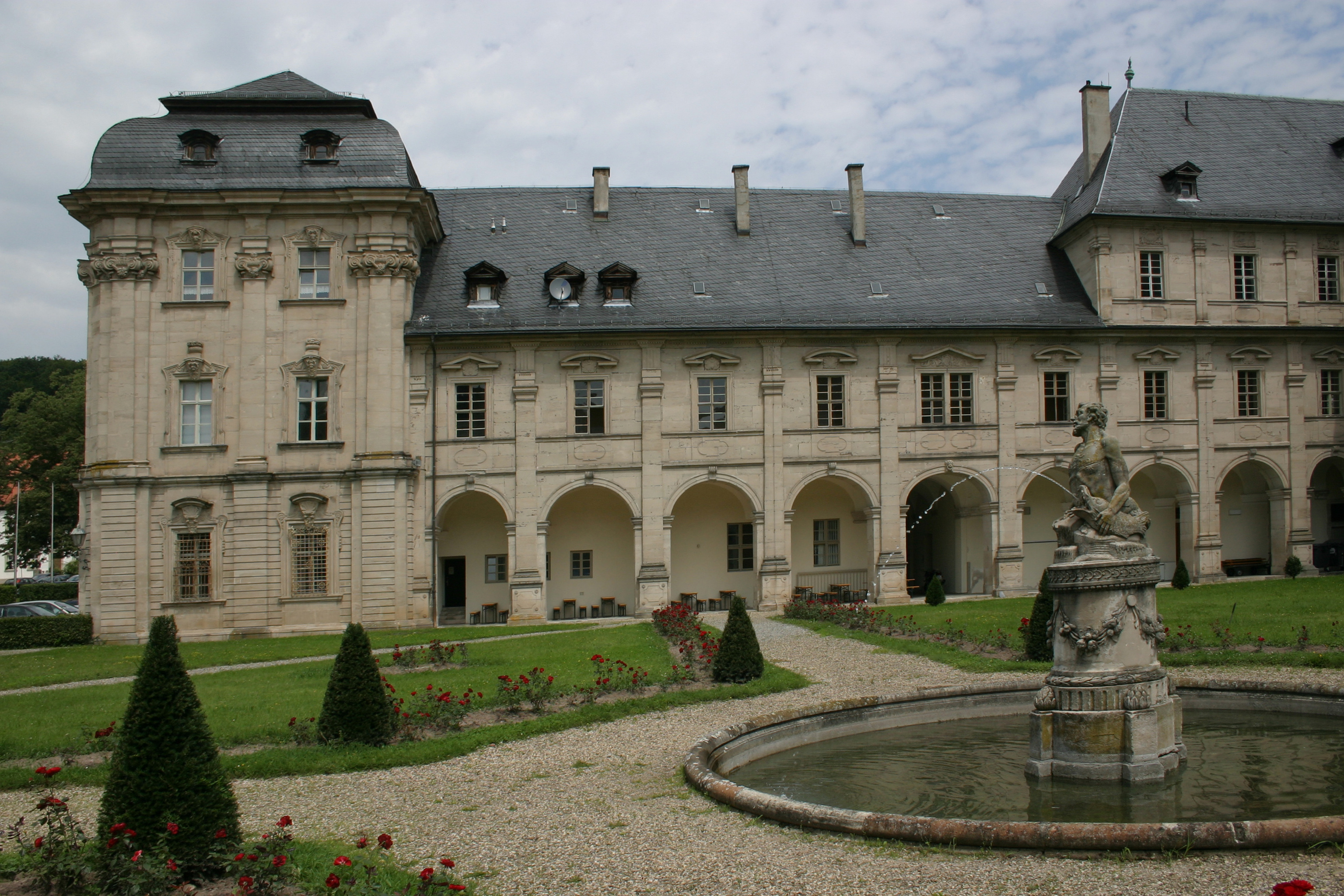
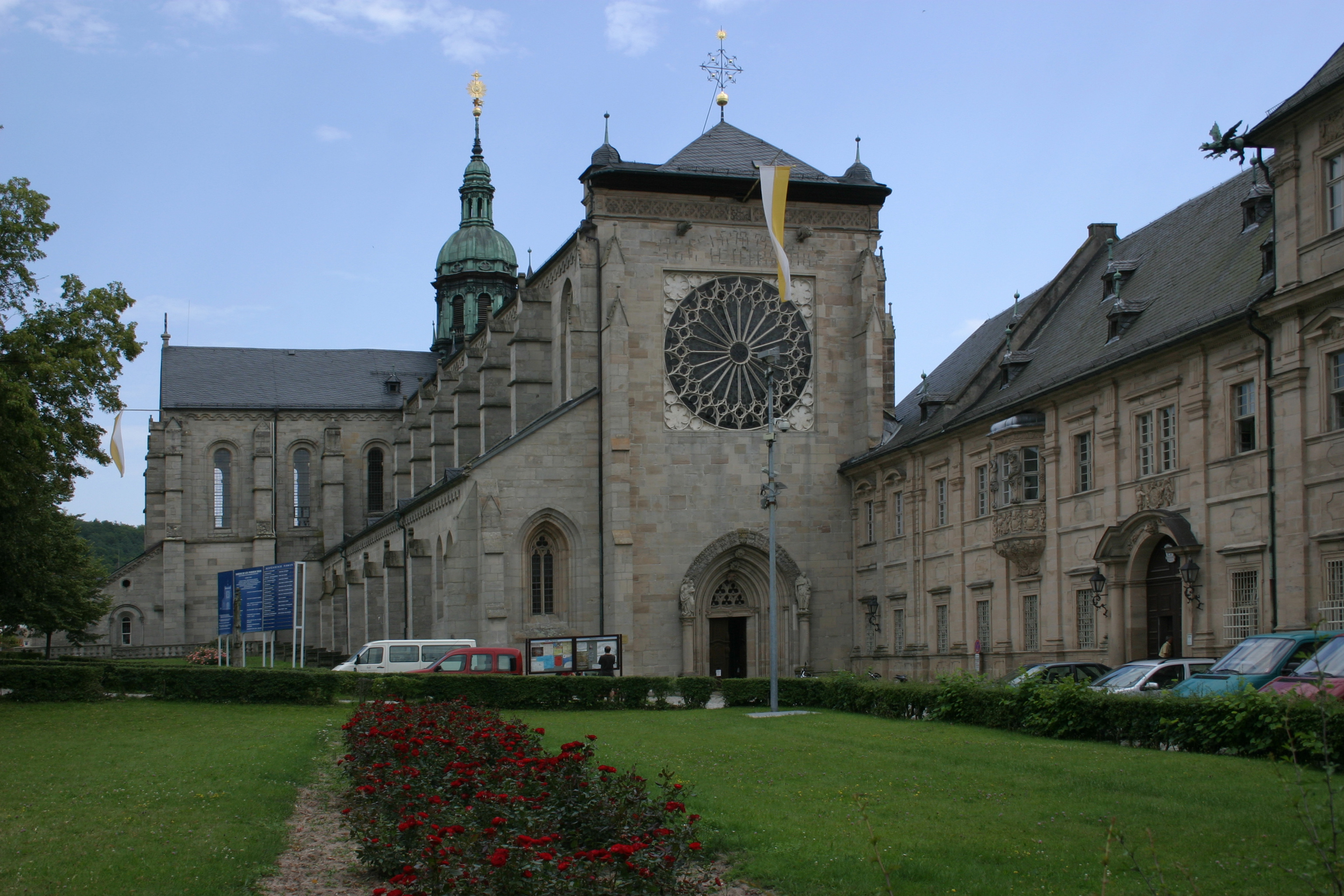
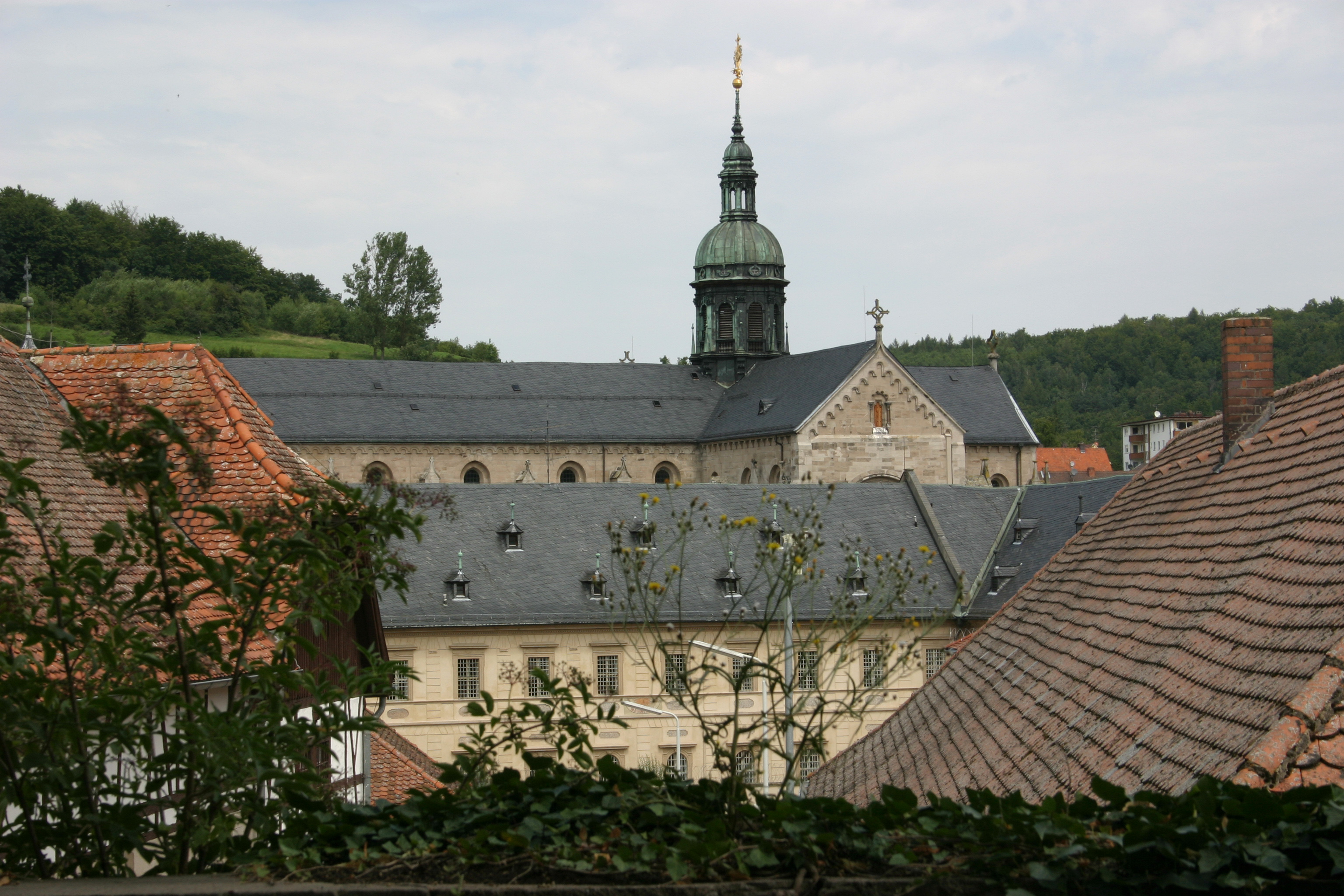
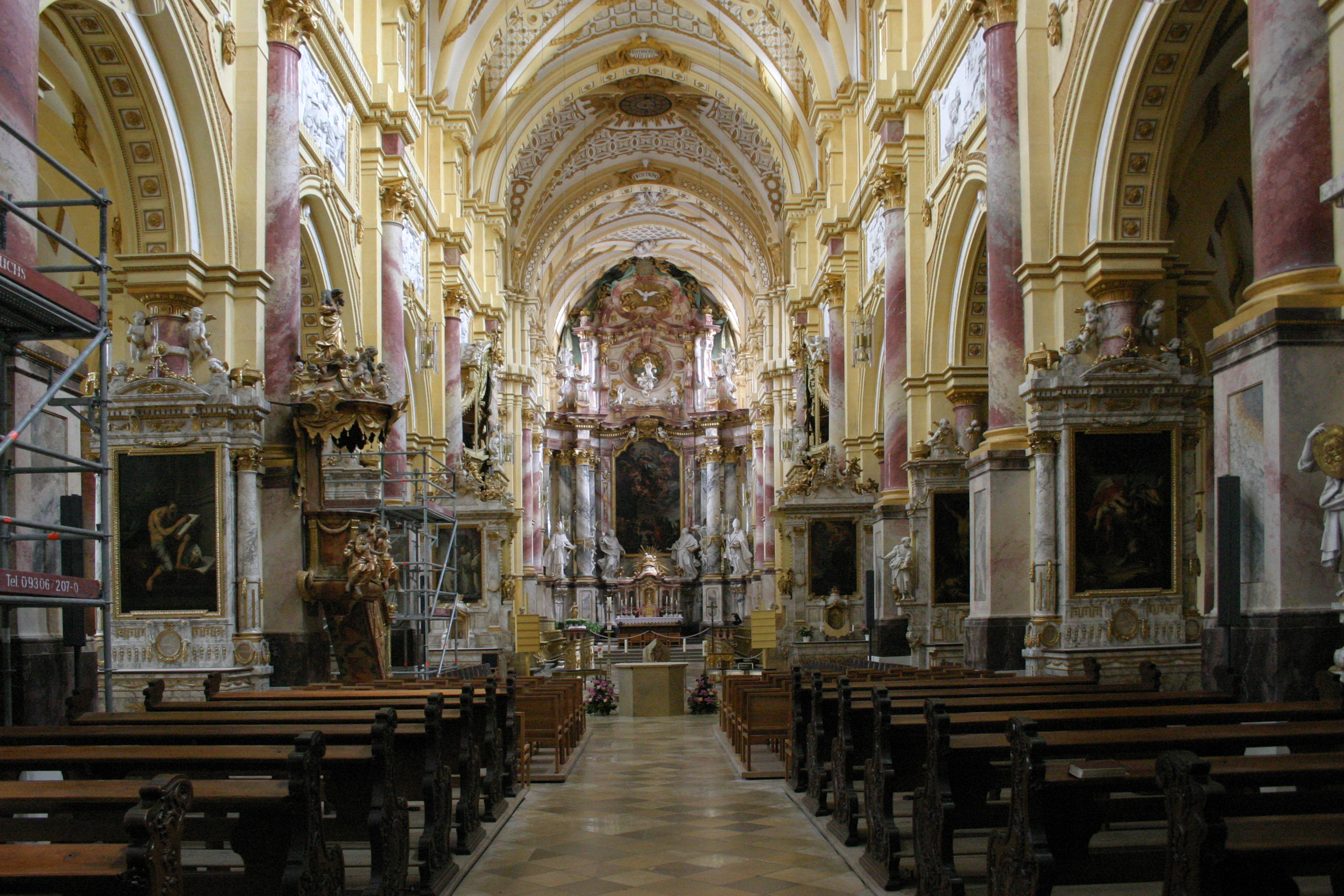
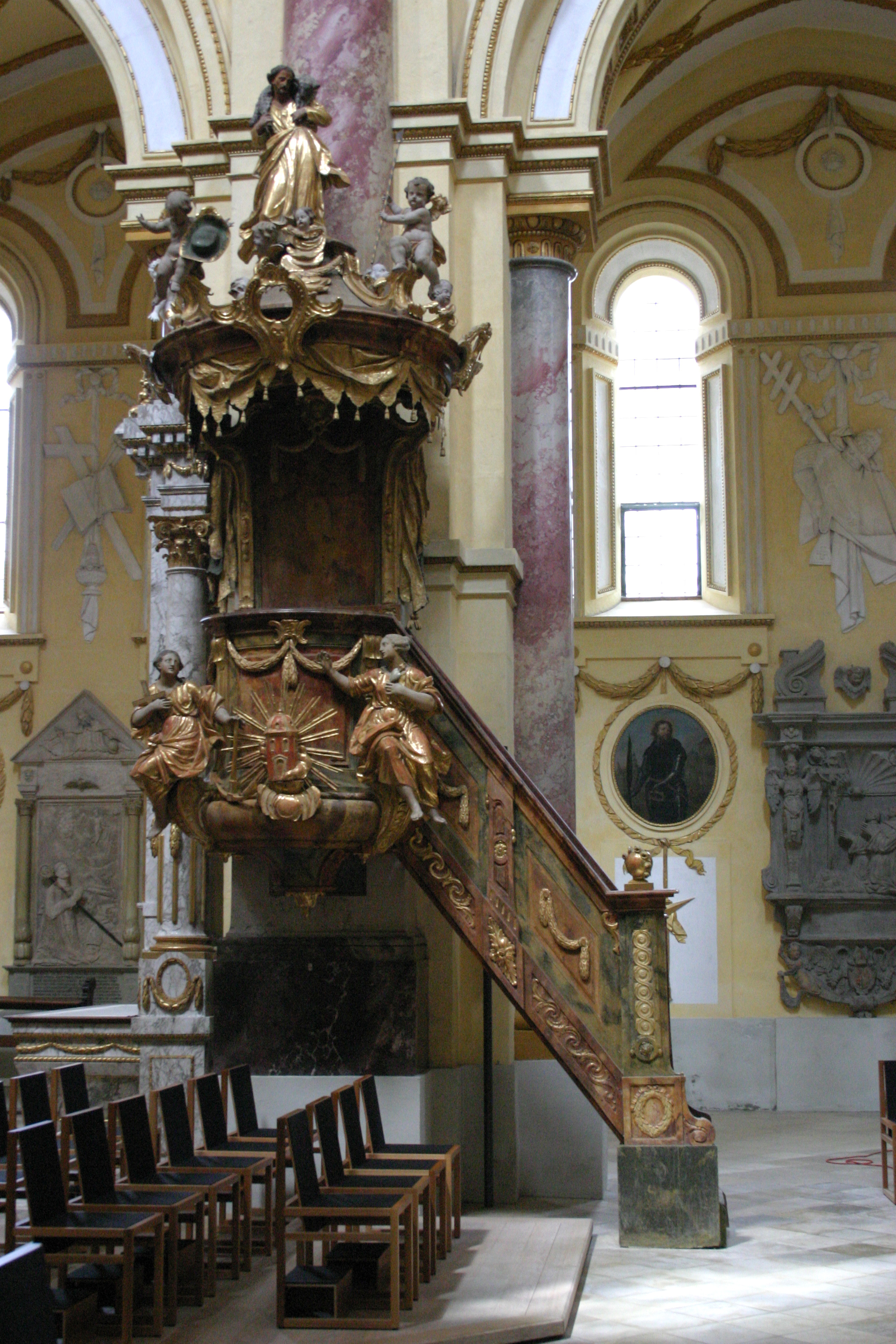
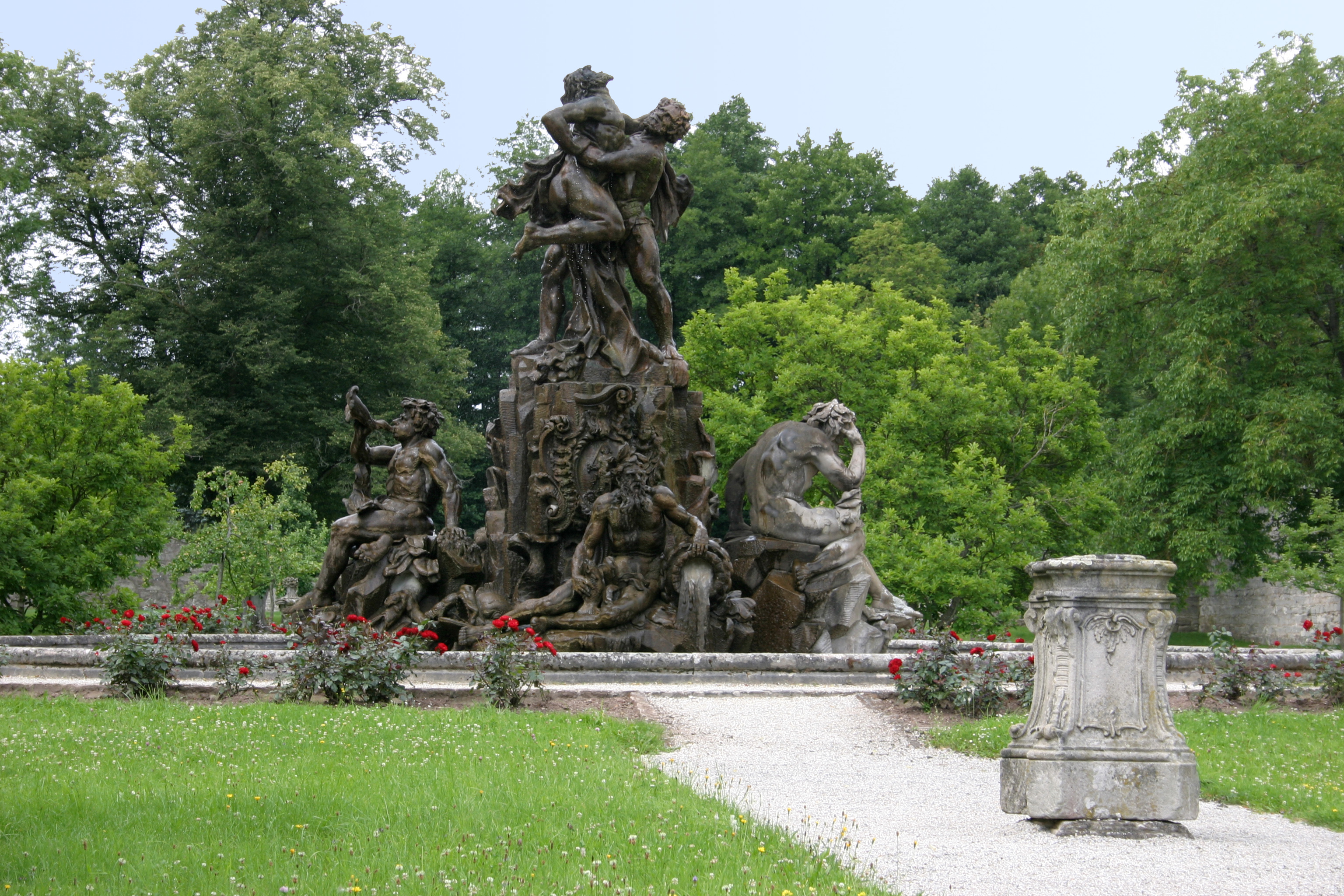